# Carl Gerold’s Sohn Verlag (Gerold Verlag)
Koordinaten: 48° 12′ 15,2″ N, 16° 22′ 28,8″ O
Der Carl Gerold’s Sohn Verlag wurde 1775 in Wien gegründet und ist damit einer der ältesten Buchverlage im deutschsprachigen Raum, der bis in die Gegenwart und ohne Unterbrechung existiert.

## Gründungsjahre

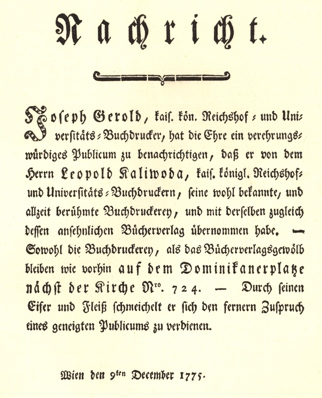
Anzeige im „Wienerischen Diarium“ am 9. Dezember 1775

„Joseph Gerold, kais. kön. Reichshof- und Universitäts-Buchdrucker, hat die Ehre ein verehrungswürdiges Publicum zu benachrichtigen, daß er von dem Herrn Leopold Kaliwoda, kais. königl. Reichshof- und Universitäts-Buchdruckerey, seine wohl bekannte, und allzeit berühmte Buchdruckerey, und mit derselben zugleich dessen ansehnlichen Bücherverlag übernommen habe.

Sowohl die Buchdruckerey, als das Bücherverlagsgewölb bleiben wie vorhin auf dem Dominikanerplatze nächst der Kirche Nro. 724.

Durch seinen Eifer und Fleiß schmeichelt er sich den ferneren Zuspruch eines geneigten Publicums zu verdienen.“

Mit dieser Anzeige im Wienerischen Diarium am 9. Dezember 1775 beginnt die wechselreiche und spannende Geschichte des ältesten Verlagshauses Österreichs. Die ersten Werke waren der „Hof- und Staatsschematismus“ und das „Kommerzialschema der k.k. Residenzstadt Wien“ 1780. Joseph Gerold (1750–1800) erwarb auch eine Buchhandlung um, wie er in einem Ansuchen an Kaiserin Maria Theresia formulierte, „manche neuangehende Schriftsteller durch seine Unterstützung aufzumuntern, vielen Leuten Nahrung zu verschaffen und mithin sein eigenes sowohl als das Beste des Staates zu befördern imstande seyn“. Am 9. Mai 1781 wurde die Buchhandlung am Wiener Kohlmarkt eröffnet, „dem verehrungswürdigen Publicum, zu seiner größeren Bequemlichkeit, in eine der gangbarsten Gegenden der Stadt.“

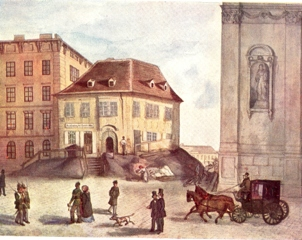
Altes Gerold-Haus am Dominikanerplatz

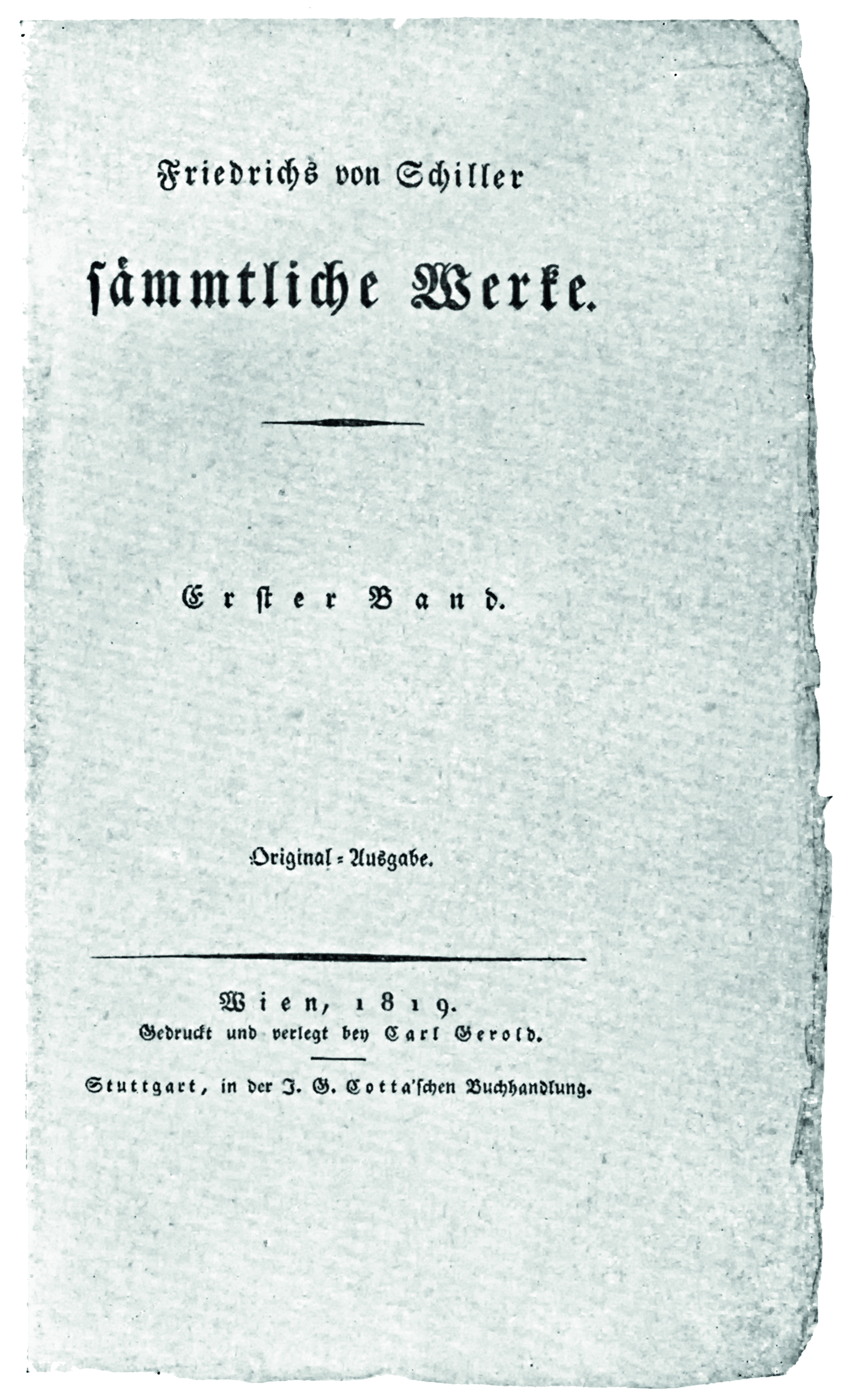
Österreichische Erstausgabe von Schillers Gesamtwerken, Gerold Verlag 1819

## Führendes Verlagshaus in der österreichisch-ungarischen Monarchie
Nachdem sich der Verlag zu einem ansehnlichen Unternehmen entwickelt hatte, starb Joseph Gerold 1800 im Alter von 51 Jahren. Seine Frau Magdalena führte den Verlag weiter mit ihrem Sohn Johann, bis auch er 1806 sehr jung starb. Sein Bruder Carl, eigentlich gelernter Kaufmann, übernahm das Familiengeschäft. Ab 1813 wurde die Firma in Carl Gerold Verlag umbenannt. Unter Carl Gerold (1783–1854) entwickelte sich das Unternehmen zu einem der führenden Verlage in der K.u.K. Monarchie. 1852 übersiedelte der Betrieb in einen fünfstöckigen Neubau in der Postgasse 6, der von den Architekten der Wiener Staatsoper, August Sicard von Sicardsburg und Eduard van der Nüll, erbaut wurde.

## Friedrich Schiller: Österreichische Erstausgabe
Zu dieser Zeit war die Nachfrage nach deutschen Werken sehr groß, die von österreichischen Verlagen, unter Duldung der Regierung, mit nicht autorisierten Nachdrucken und meistens von sehr schlechter Qualität gestillt wurde. Der wilde und nicht regulierte Nachdruck deutscher Werke in der maria-theresianischen und josefinischen Epoche führte zu einem geringen Ansehen der österreichischen Buchhändler. Eine Delegation deutscher Verleger und Buchhändler, unter der Führung von Friedrich Christoph Perthes und Johann Friedrich Cotta, Verleger von Goethe, Schiller, Hegel, Kleist, Humboldt und anderen, legten dem Wiener Kongress eine Denkschrift vor, um diese Missstände zu regulieren. Carl Gerold unterstützte diese Denkschrift als Obervorsteher des Gremiums bürgerlicher Buchhändler Wiens gegen den Willen seiner Kollegen und schloss mit Johann Friedrich Cotta einen Vertrag, der ihn berechtigte, eine für Österreich bestimmte Originalausgabe von Friedrich von Schillers Gesamtwerken in 18 Bänden herauszugeben, die zwischen 1819 und 1820 erschienen sind.

## Vorreiter der Lithographie
Carl Gerold führte auch als erster österreichischer Buchdrucker 1816 die neue Technologie des Steindruckes oder Lithographie ein, die Alois Senefelder 1798 entwickelt hat. Dieses neue und kostengünstige Verfahren erlaubte hochwertige Vervielfältigungen in hoher Stückzahl und eignete sich auch vorzüglich für Illustrationen. Noch heute wird der Steindruck von vielen Künstlern verwendet.

## Zensur und Pressefreiheit 1848
Sein Engagement für das Buchdruckgewerbe erweiterte Carl Gerold um ein energisches Eintreten gegen die immer schärfer werdende Zensur in der Zeit des Vormärz. Obwohl er Staatskanzler Klemens Wenzel Lothar von Metternich einige Zugeständnisse abringen konnte, brachte erst das Revolutionsjahr 1848 eine substanzielle Wende sowie eine Flut von neuen Zeitungen und Zeitschriften. Eine davon war die noch bestehende österreichische Tageszeitung „Die Presse“, die kurz nach ihrem Erscheinen am 3. Juli 1848 wegen der hohen Nachfrage vom Gerold Verlag gedruckt wurde. Ende des Jahres verkaufte Carl Gerold die eigens zu diesem Zweck errichtete Druckerei an den „Presse“-Gründer August Zang, da der Gerold Verlag bereits mehrere Zeitungen und Zeitschriften herausgab – wie die Ostdeutsche Post, den „Lloyd“ oder das Wiener „Fremdenblatt“ unter der Leitung von Gustav Heine.

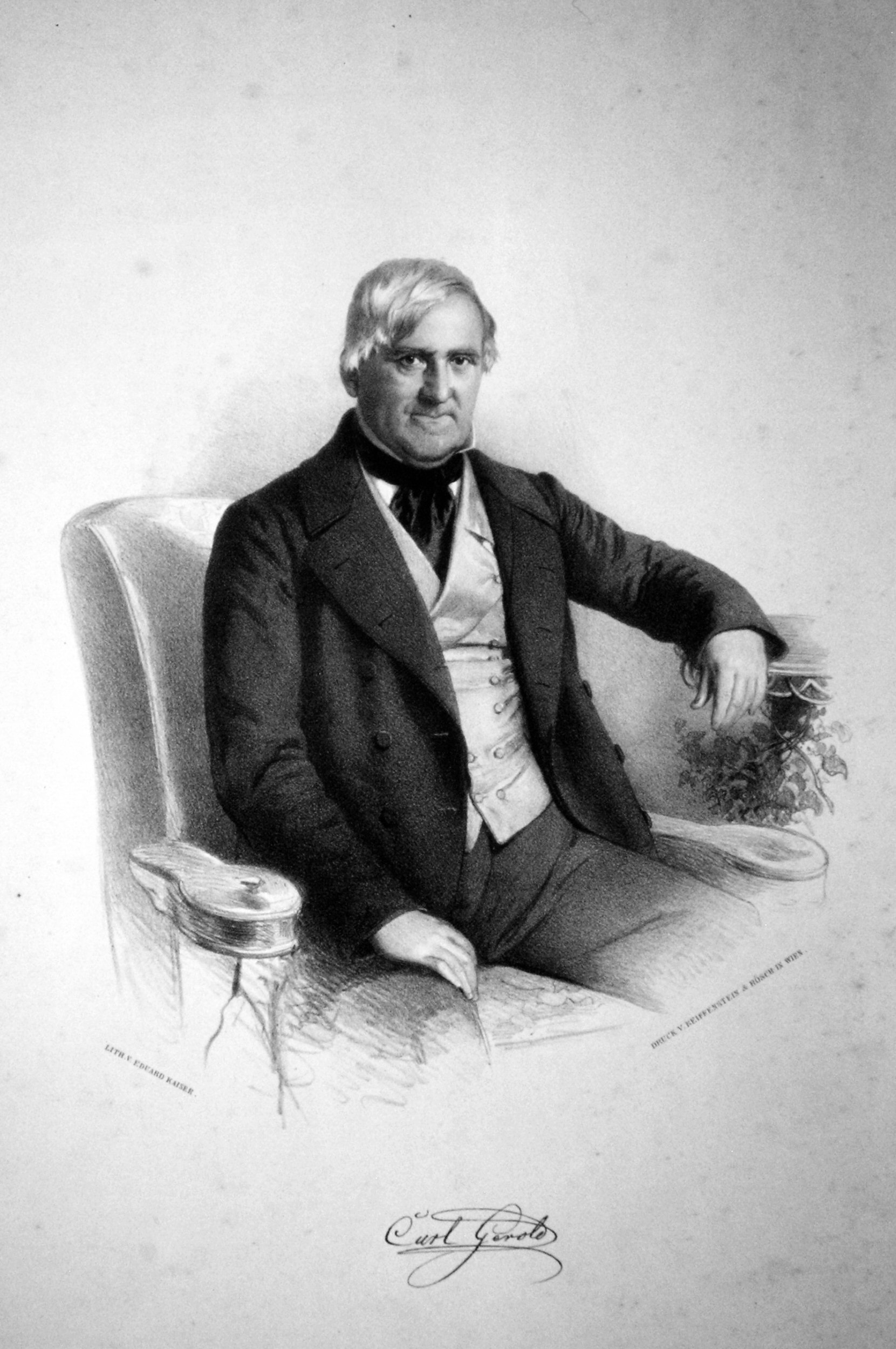
Carl Gerold, Lithographie von Eduard Kaiser, 1850

## Die Jahrbücher
Lange vor dem Revolutionsjahr 1848 war der Gerold Verlag Vorreiter in der Herausgabe von Zeitschriften. Schon ab 1818 erschienen die bekannten Jahrbücher der Literatur, ein Jahr später die Jahrbücher des K.K. polytechnischen Institutes in Wien (heute Technische Universität Wien), herausgegeben von seinem Gründer Johann Joseph von Prechtl, später die „Medicinischen Jahrbücher“ und viele mehr. Carl Gerolds Affinität zu Naturwissenschaften, besonders zur Medizin, prägte stark das Portfolio des Verlags im 19. Jahrhundert. 1856 erfolgte die Ernennung „zum Buchhändler der kaiserlichen Akademie der Wissenschaften“. Der Verlag erwarb sich auch den Ruf als Ausbildungsstätte für junge Buchhändler aus ganz Europa. Auf der Weltausstellung in London 1862 sowie 1866 und 1867 wurde der Verlag für die beste typographische Ausstattung ausgezeichnet.

## Verlag berühmter Wissenschaftler und Mediziner
Der österreichische Schriftsteller und Verwaltungsreformer Joseph von Sonnenfels (1732–1817), Orientalist und Diplomat Joseph Freiherr von Hammer-Purgstall (1774–1856), Agrarwissenschaftler Friedrich Haberlandt (1826–1878), Physiker Johann Puluj (1845–1918), Archäologe Emanuel Loewy (1857–1938) oder der tschechische Politiker und Historiker Konstantin Jireček (1854–1918), erster Vorstand des berühmten Instituts für Osteuropäische Geschichte der Universität Wien, waren nur einige der berühmten Autoren des Gerold Verlags. Das Standardwerk von Theodor Billroth (1829–1894), einem der bedeutendsten Chirurgen des 19. Jahrhunderts, „Die Krankenpflege im Hause und im Hospitale. Ein Handbuch für Familien und Krankenpflegerinnen“ wurde in neun Auflagen bis 1919 verlegt. Auch ein Werk des deutschen Universalgenies Alexander von Humboldt (1769–1859) erschien im Gerold Verlag.

## Der „Fall Grillparzer“
Obwohl sich der Gerold Verlag einen Namen im Bereich der Natur- und Geisteswissenschaften gemacht hat, kamen auch die „schönen Künste“ nicht zu kurz. Autoren wie Friedrich Halm, Michael Enk von der Burg und Friedrich Hebbel, um nur wenige der zahlreichen Namen zu nennen, publizierten für den Verlag. Einer der berühmtesten österreichischen Autoren wäre gerne im Gerold Verlag erschienen, konnte aber nicht: Franz Grillparzer. Grillparzer veröffentlichte seine Werke bei Johann Baptist Wallishauser in Wien, „aus einem vaterländischen Gefühle“, und fühlte sich bald „sehr durch die missliebige Wiener Firma beschränkt und gehemmt“. Anlässlich der 100-Jahr-Feier des Gerold Verlags 1875, schrieb Wenzel Johann Tomaschek in einem Gedicht:
(…) Dann seh’ eine Gruppe ich, lyrisches Gelichter!

Aber auch große, bedeutende Dichter!

Ich seh’ den Halm! Den Hebbel! – und seh’ den Feuchtersleben

Die vierzigste Auflag’ seiner Diätetik erhebend.

Und auch der Grillparzer möchte sich ihnen vereinen

Er wenigstens w o l l t e bei Gerold erscheinen! (…)
Eine Übernahme des Autors war nicht möglich, jedoch veröffentlichte der Gerold Verlag Grillparzers Werke als französische oder italienische Übersetzungen. Nach Grillparzers Tod im Jänner 1872 kaufte Moritz von Gerold (1815–1884), Carl Gerolds Sohn und mittlerweile neuer Verlagsbesitzer, den Nachlass des großen Autors.

## Der Gerold-Salon
Eine wesentliche Rolle bei der Verbundenheit des Verlags mit Grillparzer sowie bei der literarischen Programmgestaltung spielte Moritz von Gerolds Frau, Rosa. Sie rief einen literarischen Salon ins Leben, der zu den bedeutendsten Zentren des kulturellen Lebens in der zweiten Hälfte des 19. Jahrhunderts gehörte. Auf dem Sommersitz der Gerolds, dem Lindenhof in Neuwaldegg, versammelten sich Persönlichkeiten wie Tomaschek, der Philosoph Franz Brentano, Paul Heyse, Marie von Ebner-Eschenbach und der amerikanische Schriftsteller Bayard Taylor sowie die Maler Rudolf von Alt oder Anselm Feuerbach.

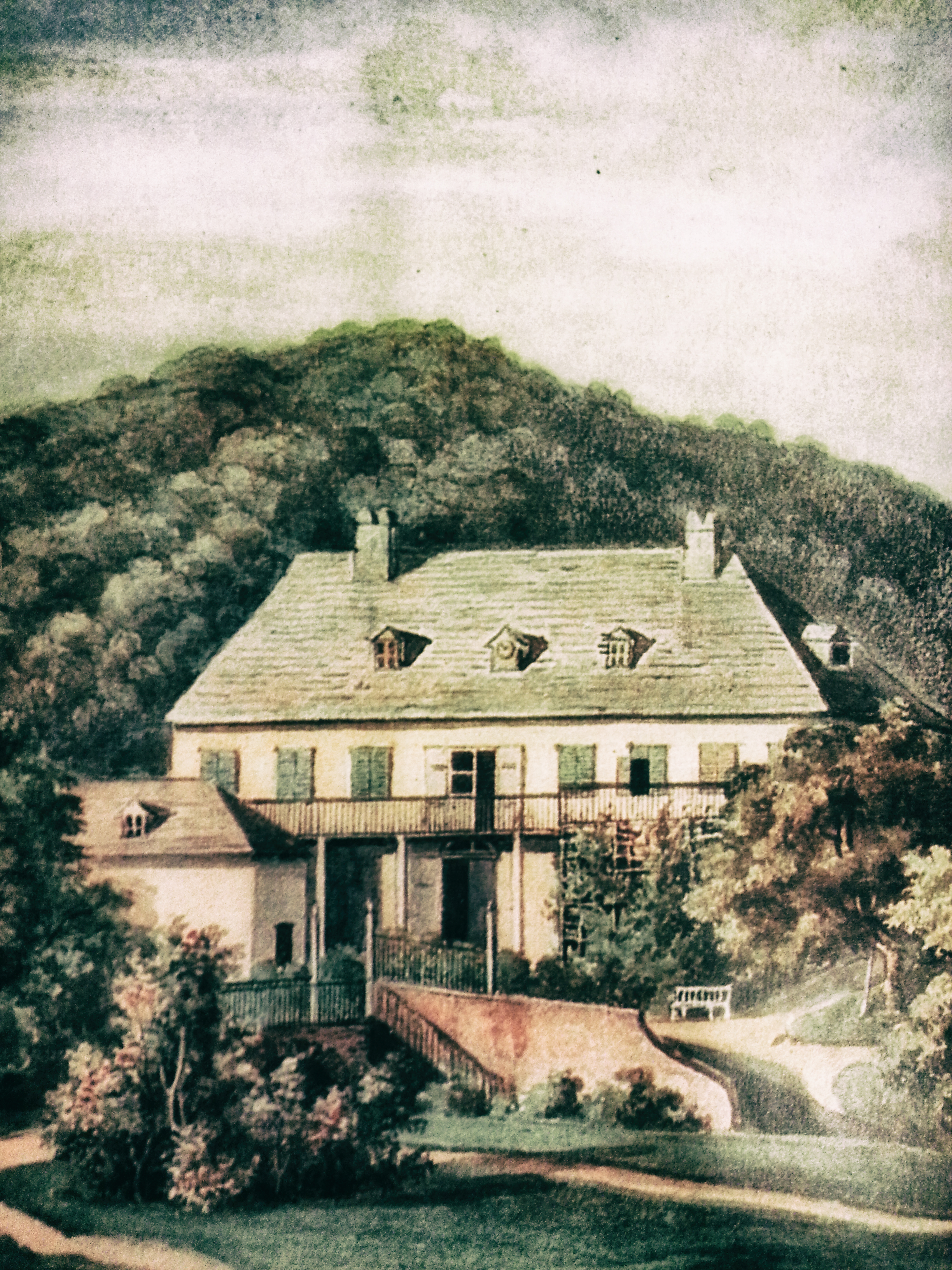
Lindenhof in Neuwaldegg, Sommersitz der Gerolds, um 1870

## Lehr- und Schulbücher
1845 gründete Carl Gerold zusammen mit Conrad Adolf Hartleben den Verein österreichischer Buchhändler, jedoch wurde die Vereinsgründung von der Regierung abgelehnt. Erst 1859 kam es zur offiziellen Gründung. Carl Gerold’s Sohn, Moritz von Gerold, war einer der ersten Präsidenten. Der Verein österreichischer Buchhändler war der Vorläufer des heutigen Hauptverbands des österreichischen Buchhandels (HVB).
Mit dem Tod Moritz von Gerolds 1884 übernahm sein jüngerer Bruder Friedrich die Leitung des Verlags. Friedrich von Gerold (1813–1886) war auch über ein Vierteljahrhundert Mitglied des Wiener Gemeinderats und „galt als Hauptförderer der Schule und als ein Vorkämpfer für deren Reform.“ Seit Mitte des 19. Jahrhunderts widmete sich der Verlag auch der Herstellung von Lehr- und Schulbüchern für Gymnasien, Realschulen, Handelsschulen und das K.K. polytechnische Institut. Besonders die Lehrbücher für Mathematik ernteten große Anerkennung.

## Weltkrieg und Wirtschaftskrise
Friedrich von Gerold überlebte seinen Bruder nur um drei Jahre. Sein Sohn Friedrich Jr. führte den Verlag weiter zusammen mit dem Buchhändler Hermann Manz. Mit seinem Tod 1895 endete nach 120 Jahren die Verlagsleitung der Familie Gerold. Ab 1896 führte Hermann Manz’s Witwe Anna die Verlagsgeschäfte weiter, bis zur Übernahme der Brüder Robert und Hugo Hitschmann 1905, die den Betrieb in ein neues Gebäude am Hammerlingplatz übersiedelten und mit den neuesten Druckmaschinen ausstatteten. Bis zu Kriegsbeginn 1914 gehörten landwirtschaftliche Publikationen und Lehrbücher für höhere Schulen zu den meistverkauften Werken des Verlages. Während des Ersten Weltkriegs und in den Gründungsjahren der jungen Republik Österreich entstanden auch zahlreiche Werke, die den Menschen jener Zeit halfen, sich an die neuen und schwierigen Lebensumstände anzupassen. Die Umbrüche in der ersten Hälfte des 20. Jahrhunderts, wie das Ende der Monarchie, und damit dem Wegfall eines großen Absatzmarkts, und die Wirtschaftskrise der 1930er Jahre stellten eine große Herausforderung für den Verlag dar. Dennoch entstanden auch in diesen Jahren viele interessante Werke, wie die „Gesammelten Aufsätze 1926–1936“ des deutschen Physikers und Philosophen Moritz Schlick, Begründer des Wiener Kreises im Logischen Empirismus.

## Das dritte Jahrhundert
Wissenschaftliche Werke bildeten auch in den Jahren nach dem Zweiten Weltkrieg einen Großteil des Verlagsprogramms. Ab den fünfziger Jahren fanden sich auch kritische und provokante Werke wie „Die Methamorfosen des Eros“ von Hedwig Gollob oder „Was ist normal im Schatten der Atombombe“ von Wolf Weilgart. 1931 übernahm Rudolf Fürst den Verlag, den er bis zu seinem Tod 1975 führte. Im selben Jahr feierte das Unternehmen auch sein 200-jähriges Jubiläum. Seine Frau Margarethe Fürst leitete den Verlag bis 1980 weiter. Das umfangreiche Verlagsarchiv mit zahlreichen Dokumenten über die Familie Gerold befindet sich heute in der Wiener Stadt- und Landesbibliothek.
Das heutige Verlagsprogramm setzt sich vor allem aus Sachbüchern aus den Bereichen Politik, Geschichte, Technik, Biographien und Themen über Wien zusammen.